# Dietmar Till
Dietmar Till (* 1969 in Laupheim) ist ein deutscher Germanist und Hochschullehrer.

## Leben
Von 1991 bis 1997 studierte er allgemeine Rhetorik, neuere deutsche Literaturwissenschaft und Philosophie in Tübingen. Er erwarb die Abschlüsse 1997 Magister Artium in Tübingen, 2002 Promotion an der Universität Tübingen und 2010/2011 die Habilitation an der Universität Göttingen (Venia legendi für Deutsche Philologie und Vergleichende Literaturwissenschaft). Von 1997 bis 2000 war er Stipendiat des GK „Pragmatisierung/Entpragmatisierung“ in Tübingen. 1998 und 1999 war er Stipendiat der Dr. Günter Findel-Stiftung in der Herzog August Bibliothek. 2000 hatte er einen Forschungsaufenthalt an der Universitätsbibliothek Göttingen. Von 2000 bis 2003 war er wissenschaftlicher Mitarbeiter am Institut für Germanistik der Universität Regensburg. Von 2003 bis 2008 war er Wissenschaftlicher Assistent am Deutschen Seminar der Universität Tübingen. 2006 war er Visiting Assistant Professor an der University of Washington. Von 2008 bis 2011 leitete er das Forschungsprojekt „Rhetorik der Empathie“, Exzellenzcluster „Languages of Emotion“, FU Berlin. Seit 2011 ist er Inhaber des Lehrstuhls für Allgemeine Rhetorik an der Universität Tübingen.
Seine Forschungs- und Arbeitsgebiete sind Rhetorik in Geschichte, Theorie und Praxis, Propagandaforschung, Theoriegeschichte von Ästhetik und Poetik, Literatur- und Kulturgeschichte der Frühen Neuzeit und Erzählforschung (hier vor allem Erzählen und Überzeugen). Seit Oktober 2023 ist er Dekan der Philosophischen Fakultät, als Mitglied einer Doppelspitze zusammen mit Angelika Zirker.

## Werke (Auswahl)
- Transformationen der Rhetorik. Untersuchungen zum Wandel der Rhetoriktheorie im 17. und 18. Jahrhundert (= Frühe Neuzeit. Band 91). Niemeyer, Tübingen 2004, ISBN 3-484-36591-9 (zugleich Dissertation, Tübingen 2002).
- Das doppelte Erhabene. Eine Argumentationsfigur von der Antike bis zum Beginn des 19. Jahrhunderts (= Studien zur deutschen Literatur. Band 175). Niemeyer, Tübingen 2006, ISBN 3-484-18175-3.
- als Herausgeber: Schwäbische Romantik. Eine Anthologie (= Bibliotheca Suevica. Band 28). Edition Isele, Konstanz/Eggingen 2009, ISBN 978-3-86142-477-2.
- als Herausgeber: Rhetorik im 18. Jahrhundert (= Rhetorik. Band 33). De Gruyter, Berlin/München/Boston 2014, OCLC 1014907555.